# Ferrovia Rorschach-Heiden
La ferrovia Rorschach–Heiden è una breve linea ferroviaria della Svizzera a scartamento normale e a cremagliera che collega i centri abitati di Rorschach e Heiden.
Si tratta di una ferrovia, con caratteristiche tipiche di montagna, della lunghezza complessiva di 7 km, che utilizza la cremagliera con sistema Riggenbach.

## Storia

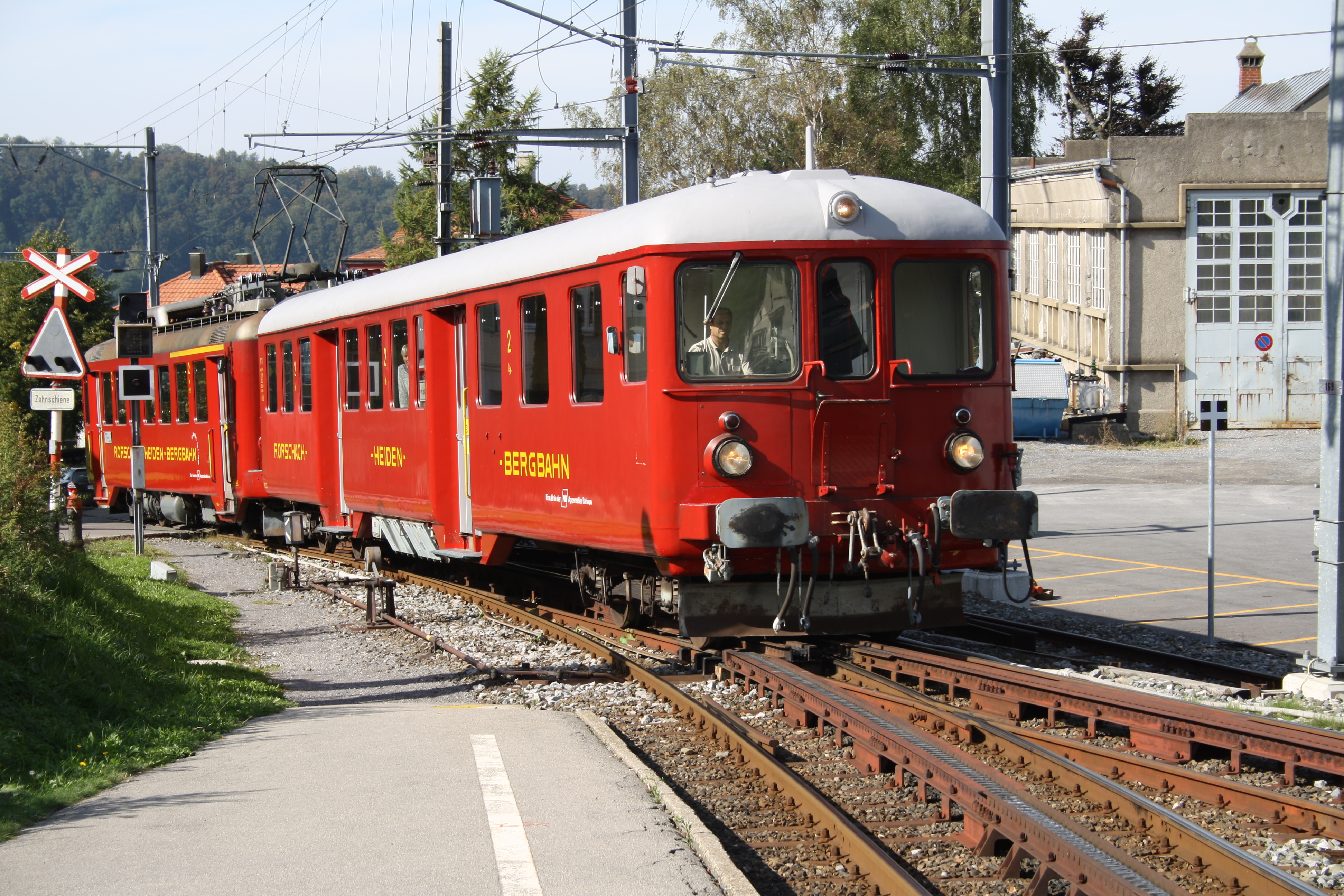
Mezzo in servizio sulla linea all'ingresso nella stazione di Heiden, nel 2009.

La concessione per la costruzione della ferrovia venne data all'inizio del 1874 e il 6 settembre 1875 cominciò il servizio con 2 locomotive a vapore. Gestita dalla società Rorschach-Heiden-Bergbahn (RHB), fondata a Basilea il 19 maggio 1874 e trasferitasi ad Heiden nel 1929, il primo orario prevedeva tre coppie di corse, che percorrevano la linea in 55 minuti.
Il 15 maggio 1930 la linea venne elettrificata. Dal 1º gennaio 2006 la RHB fu assorbita dalle Appenzeller Bahnen (AB) insieme alla Trogenerbahn e alla Bergbahn Rheineck-Walzenhausen.
Oggi la linea è classificata come S25 nella rete celere di San Gallo.

## Caratteristiche

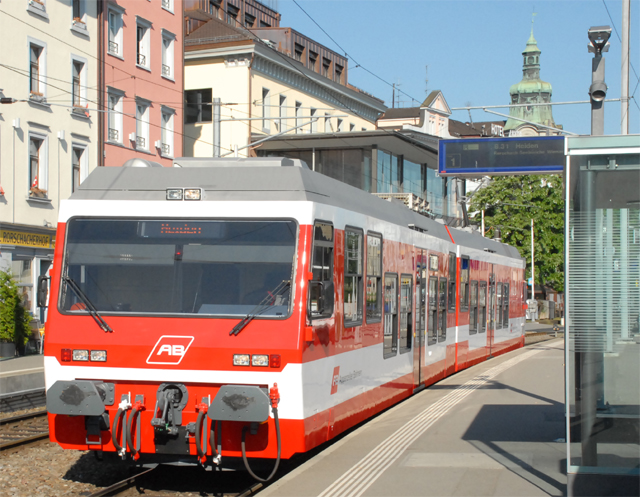
Convoglio a cremagliera BDeh 3/6 25 delle Appenzeller Bahnen per la linea Rorschach-Heiden, presso la stazione di Rorschach Hafen.

La linea, a scartamento normale, è lunga 5,67 km (esclusa la tratta Rorschach-Rorschach Hafen, di proprietà FFS), di cui 5,48 a cremagliera. La linea è elettrificata a corrente alternata monofase con la tensione di 15.000 V alla frequenza di 16,7 Hz; la pendenza massima è del 94 per mille, il raggio di curva minimo di 150 metri. È interamente a binario unico.

### Percorso

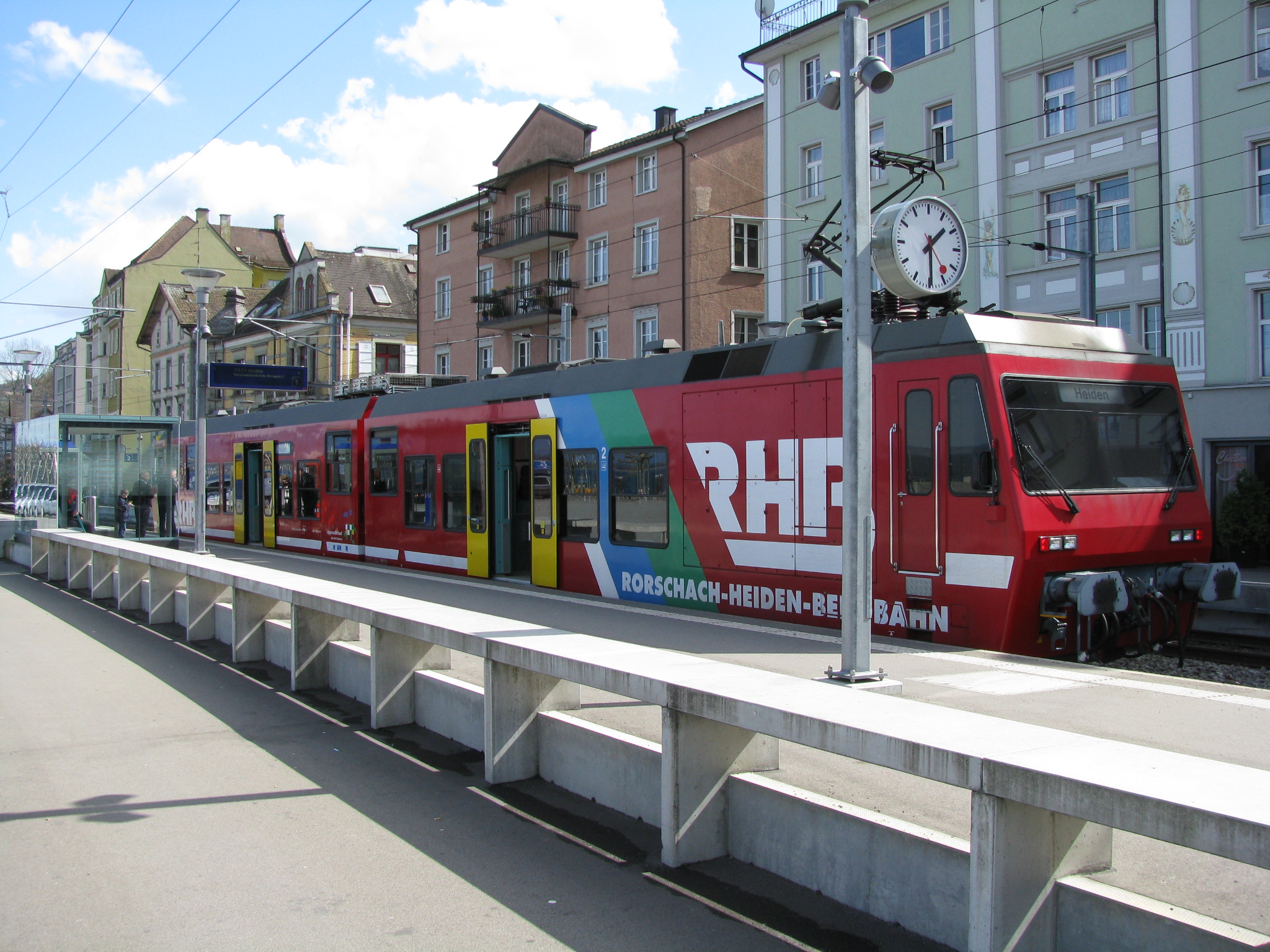
Un convoglio della linea, nel 2008

| Continuation backward |

| Station on track |

| Unknown route-map component "CONTgq" | Unknown route-map component "ABZg+r" |  |

| Station on track |

|  | Unknown route-map component "ABZgl" | Unknown route-map component "CONTfq" |

| Straight track |

| Stop on track |

| Stop on track |

| Stop on track |

| Station on track |

| Stop on track |

| End station |

## Materiale rotabile

### Materiale motore - prospetto di sintesi
| Tipo                   | Matricola      | Anno di costruzione | Costruttore           | Note                                                                                       |
| ---------------------- | -------------- | ------------------- | --------------------- | ------------------------------------------------------------------------------------------ |
| Locomotive a vapore    | 1÷3            | 1875                | Maschinenfabrik Aarau | classificate in seguito H e HG 1/2, radiate e demolite tra il 1930 e il 1949               |
| Locomotiva a vapore    | H 4            | 1900                | SLM                   | classificata in seguito HG 1/2, radiata e demolita nel 1949                                |
| Automotrice a vapore   | BCFZm 2/2 21   | 1910                | SLM                   | ceduta nel 1917 alla RVT                                                                   |
| Automotrici elettriche | FZeh 2/4 21÷22 | 1930                | SLM-MFO               | automotrici bagagliaio-postali, classificate dal 1962 DZeh 2/4; n° 22 rotabile storico     |
| Automotrice elettrica  | BCFhe 2/4 23   | 1953                | SLM-BBC               | classificata dal 1956 ABFhe 2/4, dal 1962 ABDhe 2/4, dal 1966 ABDeh 2/4, dal 1998 BDeh 2/4 |
| Automotrice elettrica  | ABDeh 2/4 24   | 1967                | SLM-FFA-BBC           | classificata dal 1998 BDeh 2/4                                                             |
| Automotrice elettrica  | BDeh 3/6 25    | 1998                | SLM-Stadler-Adtranz   |                                                                                            |
| Locomotiva Diesel      | Tmh 20         | 1962                | SLM-BBC               | da manovra, acquistata nel 2006, ex Kummler + Matter                                       |